# Wiesenvorwerk
Wiesenvorwerk, niedersorbisch Forwark Gólica, ist ein aus drei Höfen bestehender Wohnplatz der Stadt Peitz im Landkreis Spree-Neiße in Brandenburg. Bis 1937 hieß der Ort Gollitza (niedersorbisch Gólica). Das Wiesenvorwerk gehört dem Amt Peitz an und liegt im amtlichen Siedlungsgebiet der Sorben/Wenden.

## Lage
Das Wiesenvorwerk liegt rund drei Kilometer Luftlinie nordöstlich von Peitz am Präsidentengraben und gehört geografisch zur Niederlausitz. Benachbarte Ortschaften sind Tauer im Norden, Friedrichshof im Osten, Blüchers Vorwerk im Süden, Malxebogen im Südwesten, Gubener Vorstadt im Westen und Preilack im Nordwesten. Die Siedlung liegt außerdem im Naturschutzgebiet Peitzer Teiche mit dem Teichgebiet Bärenbrück und Laßzinswiesen.

## Geschichte
Die kleine Siedlung entstand während des 19. Jahrhunderts als Vorwerk der Stadt Peitz. Der frühere Ortsname Gollitza ist von dem niedersorbischen Wort „góla“ für „Heide“ abgeleitet. Im Einwohnerverzeichnis von 1864 taucht Gollitza als Vorwerk in den Peitzer Laßzinswiesen und zum Rentamt Cottbus gehörend auf. Das Einzelgehöft hatte zu diesem Zeitpunkt 15 Einwohner. 1937 wurde der Ortsname von Gollitza bei der nationalsozialistischen Germanisierung sorbischstämmiger Ortsnamen in Wiesenvorwerk geändert, die Umbenennung wurde nach 1945 beibehalten.
Bis 1952 gehörte das Wiesenvorwerk zum Landkreis Cottbus und kam danach zum Kreis Cottbus-Land im Bezirk Cottbus. Nach der Wiedervereinigung gehörte die Siedlung noch für drei Jahre zum Landkreis Cottbus im Land Brandenburg, der im Dezember 1993 mit den Landkreisen Forst, Guben und Spremberg zum Landkreis Spree-Neiße fusionierte. Das Wiesenvorwerk ist bereits seit seiner Gründung ein Teil von Peitz.